# Gyúró
Gyúró es un pueblo húngaro perteneciente al distrito de Martonvásár, condado de Fejér.

## Superficie
Cuenta con una superficie de 24,39 km².

## Demografía
Hasta 2024 la población era de 1347 habitantes, con una densidad de población de 55,22 hab/km².
| Gráfica de evolución demográfica de Gyúró entre 2020 y 2024 |
|                                                             |
| Datos según la Oficina Central de Estadística de Hungría.   |